# St. Jakobus Major (Löhrieth)

St. Jakobus Major (Löhrieth)

Die römisch-katholische Filialkirche St. Jakobus Major steht in Löhrieth, einem Gemeindeteil der Kreisstadt Bad Neustadt an der Saale des unterfränkischen Landkreises Rhön-Grabfeld in Bayern. Das denkmalgeschützte Bauwerk entstand im 18. Jahrhundert. Die Kuratie gehört zur Pfarreiengemeinschaft Bad Neustadt im Dekanat Bad Neustadt des Bistums Würzburg.

## Beschreibung
Die Grundsteinlegung der spätbarocken Saalkirche erfolgte 1736. Sie wurde am 1. September 1754 von Daniel Johann Anton von Gebsattel eingeweiht. Das mit einem Satteldach bedeckte Langhaus hat drei Fensterachsen. Daran schließt sich im Osten ein polygonal abgeschlossener Chor an, aus dessen Dach sich ein achteckiger, schiefergedeckter, mit einer Glockenhaube bedeckter Dachreiter erhebt, der die Turmuhr und den Glockenstuhl beherbergt.